# Hampton (Pennsilvània)
Hampton és una concentració de població designada pel cens dels Estats Units a l'estat de Pennsilvània. Segons el cens del 2000 tenia 633 habitants.

## Demografia
Segons el cens del 2000, Hampton tenia 633 habitants, 222 habitatges, i 172 famílies. La densitat de població era de 387,9 habitants per quilòmetre quadrat.
Dels 222 habitatges en un 45% hi vivien nens de menys de 18 anys, en un 60,8% hi vivien parelles casades, en un 13,5% dones solteres, i en un 22,5% no eren unitats familiars. En el 18% dels habitatges hi vivien persones soles el 5% de les quals corresponia a persones de 65 anys o més que vivien soles. El nombre mitjà de persones vivint en cada habitatge era de 2,82 i el nombre mitjà de persones que vivien en cada família era de 3,18.
Per edats la població es repartia de la següent manera: un 31,1% tenia menys de 18 anys, un 8,8% entre 18 i 24, un 37,1% entre 25 i 44, un 16,4% de 45 a 60 i un 6,5% 65 anys o més.
L'edat mediana era de 31 anys. Per cada 100 dones de 18 o més anys hi havia 92,1 homes.
La renda mediana per habitatge era de 39.861 $ i la renda mediana per família de 40.156 $. Els homes tenien una renda mediana de 38.750 $ mentre que les dones 24.375 $. La renda per capita de la població era de 14.901 $. Entorn del 13,3% de les famílies i el 17,6% de la població estaven per davall del llindar de pobresa.

## Poblacions més properes
El següent diagrama mostra les poblacions més properes.